# レッド (山本直樹)
『レッド』は、山本直樹による日本の漫画。1969年から1972年の日本を舞台に、革命を起こすことを目指した若者達の青春群像劇。連合赤軍およびその母体となった2つの新左翼団体をモデルにしている。
2006年21号より講談社の漫画雑誌『イブニング』にて連載を開始、2013年23号の第86話をもって一旦連載を中断する。2014年5号より『レッド 最後の60日 そしてあさま山荘へ』として新章をスタートさせ、2016年21号まで連載した。最終章『レッド最終章 あさま山荘の10日間』は2017年7号から2018年11号まで連載した。単行本は『レッド』が全8巻、『レッド 最後の60日 そしてあさま山荘へ』が全4巻、『レッド最終章 あさま山荘の10日間』が全1巻。
2010年、第14回文化庁メディア芸術祭マンガ部門優秀賞を受賞。
2022年11月29日より、4か月連続で『レッド』全8巻、『レッド 最後の60日 そしてあさま山荘へ』全4巻、『レッド最終章 あさま山荘の10日間』全1巻の計13巻分を全4巻にまとめて収録した新装版『定本 レッド 1969 - 1972』を太田出版より刊行。

## 概要
1960年代末から1970年代初頭にかけての、日本の新左翼運動の中で起こった事件をテーマとした作品である。何人かの主要人物を軸に、時間的経過に沿って事件の進行や当時の時代背景を淡々と叙述していく伝記的な手法がとられている。また、登場人物のその後の運命を示す文章が頻繁に登場したり、人物が亡くなっていく順に1から15までの番号が付されるなど、あらかじめ物語の先には悲劇的結末が待ち受けることが強調されている。登場人物の名前は、姓については原則として山岳名にちなんでいる。名についてはモデルとなる人物の名と同じ読みで漢字を変えている場合が多い。
雑誌上でのタイトルロゴには、大きな「レッド」の文字に重ねて、小さく「Red」の英字表記と、舞台となった時代を表す「1969〜1972」の文字があるが、単行本第1巻（初版）ではタイトルロゴから「1969〜1972」の文字は消えている（※第1巻2刷以降、および第2巻は表記あり）。
本作はフィクションであるとの注意書きが連載・単行本に書かれているが、山本は「基本的にはあったことほぼそのままを描いてこうとは思っています」と述べており、本作の内容は連合赤軍事件関係者の証言をかなり忠実に再現したものとなっている。

## あらすじ
1969年、東京大学安田講堂の陥落を境に全共闘運動は勢いを失いつつあった。同じ年の夏の終わり、青森の■■大学ではバリ封（バリケード封鎖（ストライキ））が盛り上がりに欠けるまま機動隊突入、立てこもり学生の退却という結末となる。ほぼ同じころ、外相の訪ソ訪米阻止のため「革命者連盟」の若者たちは羽田空港に侵入、「反米闘争路線万歳」「毛沢東思想万歳」を叫びながらジャンボジェット機に火炎瓶を投げつけた。
革命の退潮に抗うように、ダイナマイトによる非合法のゲリラ闘争へ傾斜していく革命者連盟のメンバー。しかしリーダーである筑波を始めとして多数のメンバーが逮捕されたことで組織崩壊の危機に直面することになった。彼らは筑波を奪還するために、交番を襲撃して拳銃を奪取する計画を立てる。この作戦を契機に革命者連盟はもう一つの急進的グループ「赤色軍」との同盟関係をうち立て、いっそうの武装闘争路線へと突き進んで行く。
そして月日は流れ1972年1月、赤色軍と革命者連盟の幹部は榛名ベースにて「赤色連盟」の結成を宣言。それに伴い、ベースに集結した二十数名の同志たちに革命戦士となるため、それまでの言動に対する「総括」を要求する。しかしそこで展開されたのは、「総括の援助」と称した苛烈極まる暴力であった。12月31日未明、一人の同志が榛名ベースの寒さと同志からの暴力によって命を落としたが、彼らはそれを総括できなかったための「敗北死」と受け取るのであった。果たして彼らは、どこへ向かうのであろうか。
1972年2月、赤色連盟のメンバー残り9名は、警察の包囲網を突破するべく決死の山越えを決行する。岩木の先導により山越えは成功し、包囲網を突破したと安堵するのも、地図に載っていない謎の街に迷い込む。そこは当時開発間もない軽井沢レイクタウンだった。岩木ら4名は鉄道を使って小諸への脱出を試みたが、軽井沢駅で遂に警察に逮捕された。その一報を聞いた残る谷川ら5名は迫る警察隊を銃撃してなおも逃げ続けた末にたどり着いたのはXX楽器の保養所、あさま山荘だった。山荘の管理人夫人を人質にとった彼らはここで壮絶な籠城戦を繰り広げることとなる。

## 登場人物
作中の重要な要素である「山岳ベース」を意識してか、あるいはあさま山荘事件の犯人メンバーが山荘内でコードネームで呼び合う際に山の名前を用いたことを意識してか、実在の人物を強く意識した登場人物の作中仮名（特に姓）はほぼ、日本国内の著名な山の名前から採られている。
以下、『レッド 最後の60日 あさま山荘の10日間』までに描かれている時期（1972年2月まで）の内容に限定する。
大括弧内の数字は作中での死亡順。死亡順なので、あさま山荘事件での警官や一般人にも数字が付けられている。

### 革命者連盟
神奈川県を拠点に活動する比較的少数の新左翼グループ（日本共産党（革命左派）神奈川県委員会に相当）。毛沢東思想に基づきゲリラ闘争路線をとるが、警察による1969年末のリーダー筑波らの根こそぎ検挙で壊滅的な打撃を受ける。またあまりにも先鋭的かつエキセントリックなその闘争路線は、大衆からの孤立を懸念する他党派からしばしば顰蹙を買っていた。しかし、1970年末に都内での交番襲撃作戦を敢行し、（結果としては失敗に終わり大きな犠牲を払ったものの）この事件により一躍新左翼内部での注目と支持を集めることとなる。合法組織は「共闘戦線」（「京浜安保共闘」に相当）。機関紙として『革命の鐘』（『解放の旗』に相当）を刊行している。ヘルメットは無地に「革」。「革命者連盟神奈川委員会」が正式名称らしいが、赤城と谷川のアジトは茨城にあり、そのことを宮浦に揶揄されている。毛沢東思想に基づく反米路線をとっており、メンバーはピンポン外交のような米中の歩み寄りを理解できないでいる。
赤城容子（あかぎ ようこ？）
モデルは永田洋子。名前の由来は赤城山から。この物語の中心人物の一人の、女性活動家。病院勤務の薬剤師であったが革命運動に専念するため退職。病弱でしばしば立っていられないほど苦しむことがある。組織活動への熱意は人一倍で、ゲリラ闘争が唯一の正しい方針であると信じ、それに自分のすべてを捧げたいと考えており、しばしば他のメンバーに対し感情を爆発させる。羽田空港での火炎瓶闘争の直前、保釈中の谷川から突然プロポーズされ、最初は断ったものの結局は受け入れる。谷川との間に子供を宿すも中絶し、それ以降活動を理由に出産を諦めるのはよくないと考えるようになる。1970年9月、精力的な活動が評価され、指導部の選挙で組織のリーダー（獄外）に選ばれる。1970年12月の銃器奪取作戦の直後、谷川、吾妻と共に非合法活動に移る。地味な容姿で、彼女を「鬼ババ」と呼ぶメンバーもいる。
榛名ベースで結成した赤色連盟の指導部では北に次ぐ2番目の地位となり、メンバーたちに厳しい態度をとる。厳しく追及される黒部一郎を見て「自分が同じような境遇になったら総括できる自信がない」と総括への不安を感じる一面もみられたが、1月中旬以降は安達、神山の処刑や白根、宮浦への徹底した総括要求を断行した。2月上旬、カンパ集めのため都内アジトへ潜伏した際に北と共産主義化を追求した末に彼と結婚、同時に谷川への離婚を宣言し、総括要求を突きつけた。その後、北とともに妙義ベースへ向かうが逃走済みのメンバーと合流できず、警官隊に包囲され、抵抗を試みるが呆気なく逮捕された。
谷川博（たにがわ ひろし）
モデルは坂口弘。名前の由来は谷川岳から。赤城の夫。工場で働いていたが、1969年9月の羽田空港での火炎瓶闘争に参加し逮捕、同年末保釈され、翌年2月に東京地裁で懲役7年を求刑される。その過程で赤城にプロポーズし、結婚生活を始める。赤城の真面目さに対しては敬意と愛情を抱いているが、健康上の理由でしばしば活動の足手まといになる彼女に苛立ち、暴力を振るうこともある。当初は組織ぐるみのゲリラ闘争路線に懐疑的だったが、次第に熱烈に支持していくことになる。海洋大学出身で手旗信号に習熟しており、1970年6月、獄中のリーダー・筑波との接見に際し彼からの秘密の指示を読み取る。その後同志達が次々と逮捕され、潜伏生活に疲弊する中、活動拠点を「山」に移すことを提案する。
赤色連盟指導部での序列は3番目。死すら厭わない過酷な総括要求に強い疑問を抱いているが言い出せないでいる。さらに安達の処刑に消極的な態度だったことを北に問題視され、神山を追及する際に足にアイスピックを突き刺し、さらに処刑の際に最初に神山の胸にアイスピックを突き刺した。迦葉山ベース建設中、苗場が消極的な態度を見せ、「神山の処刑に物理的に手を貸しただけ」と発言したため総括要求することを決め、彼を殴打束縛した。その北と赤城がベースを離れてからはリーダーとなり残ったメンバーを指揮。その中で逆エビに縛られていた霧島を「総括は完了した」として縄を解き解放するが、岩木らがふたたび束縛したため彼を助けることができず自責の念に駆られた。その振る舞いが北と赤城に問題視され、赤城から離婚および総括を要求される。妙義ベースに戻ったのち岩木主導で山越えを決行する。
山を越えて軽井沢に迷い込んだ後、警察のヘリコプターの偵察を掻い潜ってさつき山荘へ侵入。ここで身なりを整え休息をとるが、警官隊が迫ったため銃撃してなおも逃走を続け、あさま山荘へたどり着いた。
あさま山荘では人質を解放せず、徹底抗戦を決定。人質の身代わりになると志願しに山荘に近づいた民間人品野康彦を銃撃、その後死に至らしめた。吾妻、志賀、黒部兄弟と共に機動隊に対して抵抗を続けたが、2月28日に機動隊によって制圧、逮捕された。警察に連行される際は最後の抵抗として笑顔を見せつけた。
吾妻正久（あづま まさひさ）
モデルは吉野雅邦。名前の由来は吾妻山から。谷川とともに羽田空港での闘争に参加し逮捕。1969年末に釈放され翌年2月東京地裁で懲役5年を求刑される。しばしば組織活動よりも同棲中の恋人・宮浦との関係を優先したことから党員資格停止処分を受けたこともある。しかし、かつて10.8で頭を叩き割られた経験から「デモも集会もいくらやっても何も変わらなかった」と大衆運動やゲバ棒程度の実力闘争に絶望し、武装闘争路線が正しいと考えているため、組織への不満を漏らす宮浦をたしなめる。1971年末に宮浦が妊娠した際には活動を理由に中絶を求めたが、翌年夏に妊娠した際には「革命の子」として生み育ててゆくことに合意する。
赤色連盟指導部での序列は7番目。革命者連盟時代に資金1万円を使い込んで、偶然知り合った女と一晩遊んだ過去を「自己批判すべきこと」として告白し、宮浦に離婚を切り出される。安達の処刑の際には赤城とともに安達の問題点を列挙、一同に彼を批判するよう促した。その後、宮浦への追及が厳しくなると自ら彼女に対して離婚を宣言する。迦葉山ベースで猟師と遭遇したことで岩木とともに殲滅戦の計画を練るも事情を知った北から全否定された。宮浦への追及が苛烈を極め、お腹の赤ちゃんを取り出すことを提案された際には同意するが、宮浦はその後まもなく死亡。苗場夫妻の子をあやしながら宮浦との日々を回想して途方に暮れる。
あさま山荘では説得にやって来た母から「マーちゃん」と呼ばれ、「どうしても撃つというのなら私を撃ちなさい！」という母の絶叫に対し、苦悩の末に彼女が乗る装甲車に向かって発砲した。
宮浦（みやうら）［14］
モデルは金子みちよ。名前の由来は宮之浦岳から。吾妻の恋人。白根、高妻とはY大の同級生。組織内では救援活動に従事しているが、これはもともとは逮捕された吾妻個人の救援のつもりが組織全体の救援まで背負わされてしまったためである。自身や吾妻を一時権利停止にした赤城や谷川ら指導部には不満があり、大衆運動より非合法のゲリラ闘争を重視する組織にも反対の立場である。吾妻に「組織を辞めて2人で喫茶店でも開きたい」と告げたこともある。その後、指導部と共に北海道に逃れた吾妻とは暫く離ればなれの生活を余儀なくされる。後に、共に「山」での活動に合流する。「山」での活動開始後も大泉と接触をもち、吾妻の消息を伝える。
榛名ベースで吾妻との離婚を宣言をしたが、赤城からは否定され、それまで吾妻に付き合う形で活動してきたことへの総括を要求された。その後赤城からの追及が厳しくなり、1月下旬に榛名ベースで縛られるが「今の私のままじゃダメだということですか？」と発言するなど、総括や追及に抗議する姿勢を崩さなかった。そのため追及は強まり、丸めた針金で顔を殴られ髪を切られるが「私は山にくるべき人間ではなかった」と発言した。迦葉山ベースでは北によってお腹の赤ちゃんを取り出す提案がされるが、実行の前に死亡した。
赤石一郎（あかいし いちろう）［1］
モデルは柴野春彦。名前の由来は赤石岳から。落語好きの青年で赤城とは比較的親しい。ゲリラ闘争路線を熱烈に支持しており、警察に指名手配されたため都内のアパートに潜伏していた。ほとんど外出できず、同棲中の恋人に生活を依存していたが、ある日逃げられてしまい、その後は白根の世話になる。リーダーに選ばれた赤城に「リーダーとは最初に死刑になる人間」と冗談めかして予言するが、自分は筑波奪還のため都区内の交番で銃器を奪取する作戦に参加、反撃する警官から銃弾を浴び死亡。登場人物中では最初の犠牲者となる。
筑波（つくば）
モデルは川島豪。名前の由来は筑波山から。革命者連盟のリーダー。組織のゲリラ闘争を指導するが1969年末に逮捕され、以降は獄中にいる。赤城と肉体関係を持ったことがある。接見に来た赤城に「俺は闘争を降りる」と弱気な面をのぞかせたかのようだったが、実は巧妙な偽装転向だった（と谷川には信じられている）。また同じ大学の後輩である谷川に対し、手旗信号により自分の奪還作戦を密かに指示する（これが銃器奪取作戦へ組織が踏み出す契機となった）など、獄中から組織を動かそうとしている。
六甲（ろっこう）
モデルは石井功子。名前の由来は六甲山から。女性活動家。ゲリラ闘争に使用するダイナマイトを入手し赤城に手渡す。体の弱い赤城に厳しい言葉で接することもある。赤色軍の武装闘争を第三者的に批評した発言が、新リーダーになった赤城から「ゲリラ闘争に対する理解が足りない」と咎められることになり、突然首都圏の指導部から外れ関西に赴くことを求められる。そして大阪での活動中に（直接関わっていない）銃器奪取事件の容疑で逮捕され、その際、アパートに隠し持っていたダイナマイトを押収されてしまう。
白根（しらね）［13］
モデルは大槻節子。名前の由来は白根山から。合法部門の女性活動家。大山の恋人でおとなしい性格。宮浦、高妻とはY大の同級生。組織の指示で恋人に去られた後の赤石の生活を世話していた。交番襲撃作戦以前に、赤城から「今回の任務がすんだら大山と結婚したら」と勧められ当惑する。大山の逮捕にショックを受けるが、その後五竜と付き合い始める。しかし後述のとおり組織情報漏洩への危機感から五竜「処刑」に加担する。
榛名ベースでは岩木と恋仲になるが、北と赤城からは女性らしさを捨てきれていないと評価されており、総括するよう指示されている。安達、神山の処刑後、赤城からの追及が厳しくなり「なんで総括を要求されるのかわからない」と涙を流して困惑した。その後、北からの追及で山岳ベースから逃げ出した五竜と会った際に彼と寝たことを告白。大きく問題視され縛られるが、北からは「総括しようとしている」と評価されている。しかし迦葉山ベースでは屋外に束縛され衰弱、さらに赤城に因縁をつけられ、岩木らメンバーが殴打するため集結したが、その時には既に死亡していた。
安達幸一（あだち こういち）［10］
モデルは寺岡恒一。名前の由来は安達太良山から。1970年5月の米軍基地の敷地内でのダイナマイト爆破や翌年の北関東の銃砲店での銃器奪取などの作戦に参加するなど、実行部隊のリーダー格。いささか軽口らしく、会議中に宮浦の妊娠中絶の噂を口にしたことから、赤城に自己批判を求められる。札幌潜伏後の1971年5月、自身を組織のリーダーとし、半合法の活動家を入軍させる組織の改組案を出すが、赤城に闘争方針の展望の無さを批判され指導部の改組を取り下げる。6月、高妻と結婚。8月、空木と五竜を処刑。
赤色連盟指導部での序列は6番目。薬師の死体を埋める際、被指導部メンバーに死体を殴るよう指示し、問題視される。天城を逆エビに縛るときにも下品な発言をしたため、指導部はさらに問題視し、北は彼がベース調査に出かける際に総括を要求した。ベース調査から戻った後に指導部からの厳しい追及を受け、北から「反革命と言わざるをえず、死刑しかない」とされて処刑される。
既に安達はこの世にいないが、谷川達があさま山荘にて立てこもった際、メンバーのなかに安達が含まれていると推測され父親が駆けつけ説得を試み2月26日に「コウイチ君」と呼びかけられた。
稲村一郎（いなむら いちろう）
モデルは石井勝。名前の由来は群馬県安中市の稲村山から。手配写真のみの登場。1969年11月、神奈川県内の米軍基地にダイナマイトをしかけ、筑波と共に指名手配になる。その後もダイナマイトをしかけ続けるが、12月に逮捕される。
烏場（からすば）
モデルは佐藤保。名前の由来は千葉県南部にある烏場山から。名前のみの登場。神奈川県内の米軍基地に稲村と共にダイナマイトをしかけるが、警備員に見つかり逮捕される。谷川は烏場が非合法活動を行っていたことにショックを受ける。
早池（はやいけ）
モデルは有泉健一。名前の由来は早池峰山から。名前のみの登場。1969年11月、稲村と共にアメリカ領事館に爆弾を仕掛ける。未遂。
蒜山（ひるぜん）
モデルは荒井功。革命者連盟の中心メンバーの一人。名前の由来は蒜山から。1969年12月、ダイナマイトを持っていたところを逮捕される。
岩湧（いわわき）
モデルは河北三男。革命者連盟の創始者の一人で、最古参の活動家。最近の爆弾ゲリラ路線に危惧を抱いており、指導部を説得して方針を変えようとするが、支持を得ることができず、1969年12月、組織からの離脱を宣言。その6年後に病死する。
白山秋生（しろやま あきお?）
モデルは牧田明三。名前の由来は白山から。合法部門「共闘戦線」の議長で赤色軍との連絡役。1971年4月頃、警察の強引な捜査方針により、合法部門メンバーでありながら逮捕される。前岳とは結婚関係にある。1971年7月に釈放され、活動に復帰。1971年8月、組織を離れていた前岳を連れ戻すが、安達の「（今度前岳が脱走したら）殺ることになる」という言葉に組織の異変を感じ取ったのか、前岳と共に脱走する。
伊吹逸郎（いぶき いつろう?）［4］
モデルは尾崎充男。名前の由来は伊吹山から。1970年5月、安達、黒部一郎らと共に都内の米軍基地にダイナマイトを仕掛け爆破させる。1971年6月の時点では救対担当。
榛名ベースに合流し、穂高ら救対メンバーを敵視。その一方で交番から銃器を奪取する作戦に参加せず、結果として赤石が死亡したため問題視される。北からは女性問題も含めて日和見主義的と批判され、それを克服するべく谷川を相手に格闘訓練を行うが、一方的に打ちのめされた。その後、疲れきっていたためか「休ませてほしい」と指導部に懇願するが受け入れられず、逆に総括する態度ではないとして指導部から厳しく批判された。総括を促すためとして立たせたまま縛り付けられたうえで暴力を受け、12月31日の深夜に力尽きた。彼の死は総括できなかったことで「敗北死」したとみなされた。榛名ベース最初の犠牲者。
黒部一郎（くろべ いちろう）［7］
モデルは加藤能敬。名前の由来は黒部五郎岳から。安達、伊吹らと共に米軍基地にダイナマイトを仕掛ける。もともとは半合法部隊所属だったが、1971年6月、入軍。空木・五竜の処刑が検討された際には、「人民内部の矛盾を暴力で解決するのは間違い」と疑問を持つ。薬師に告白したことがあり、その想いをずっと抱き続けている。
11月下旬に是政アジトで逮捕されるがその後釈放。12月中旬に指導部への批判文書をしたためて榛名ベースに向かったが、批判の内容が赤色連盟の結成を考慮していないものであったため取り下げる。拘留中の言動について総括を要求されているにもかかわらず薬師とキスしたこともきっかけに、薬師と共にメンバー全員から殴られ、縛り付けられた。この暴行中、薬師姉妹など数々の女性メンバーとに関係を告白した。その後総括に集中する態度を見せたために緊縛が緩められたが、1月4日の午前中、北から厳しい追及を受けた直後に力尽きた。
和歌山公平（わかやま こうへい）
モデルは中島衡平。革命者連盟指導部の一人。筑波の偽装転向に、共産主義者としてどうなのかと疑問を持つが、谷川からはそんな問題は瑣末だと言われる。その後、北関東での銃砲店襲撃作戦に参加。銃の奪取には成功するものの、その後東京に向かう途中火打と共に逮捕される。
火打（ひうち）
モデルは尾崎康夫。名前の由来は火打岳から。党員資格停止中の吾妻と神戸の調査を行う。後に北関東での銃砲店襲撃作戦に参加。銃の奪取後、東北方面で車を乗り捨てる当初の計画を実行せず、和歌山を送り届けるために東京に向かった。検問に引っかかり懸命に逃走するが、和歌山と共に逮捕。結果として組織を危機に陥れることとなる。
大山（おおやま）・英彦（ひでひこ）
モデルは渡辺正則、佐藤隆信。名前の由来は神奈川県の大山および九州の英彦山から。赤石らとともに交番での銃器奪取作戦に参加。警官の銃弾を浴びて負傷し逮捕される。大山は白根の恋人。英彦は高校生。
八幡（やはた）
モデルは笠間ヨシ江。名前の由来は佐賀県の八幡岳もしくは北海道の八幡岳から。合法部門の活動家。ボーイッシュな女性。赤石を追悼する「人民葬」集会での暴動方針に強く反対し、ポスター貼りの際に一人だけ検挙されなかったことから、谷川・安達からスパイと疑われる。北関東での銃砲店襲撃作戦を前に、指導部により処刑が検討されるが、埋める場所・執行要員が確保できなかったことから代わりに組織との連絡を断たれることになる。後にスパイ疑惑は晴れるが、組織を離れる。
筑波八重子（つくば やえこ）
モデルは川島陽子。筑波の妻。赤石のアジト設定や筑波が収監されている拘置所周囲の下調べなど裏方の仕事に励んでいたが、1970年11月に逮捕される。
黒部次郎（くろべ じろう）
モデルは加藤倫教。名前の由来は黒部五郎岳から。高校中退の活動家。米軍基地爆破作戦の実行部隊の一人である黒部一郎の弟。1971年初めの赤色軍合法組織との共同集会に参加。大阪で活動中、爆弾を隠し持っていた六甲のアパートにいたため、次郎も共に逮捕されてしまう。
榛名ベース合流後、兄の一郎が暴力にかけられた際は号泣しながら彼を殴って総括するよう促した。兄の死後、弟の三郎に「我々はおかしいんじゃないか？」と相談するが否定される。安達が問題視されると「安達の態度は官僚的で問題だ」と批判の口火を切った。
黒部三郎（くろべ さぶろう）
モデルは加藤能敬、加藤倫教らの末弟。名前の由来は黒部五郎岳から。米軍基地爆破作戦の実行部隊の一人である黒部一郎の弟。1971年初めの赤色軍合法組織との共同集会に参加。その後、二人の兄と共に山岳ベースに入る。
榛名ベース合流後、兄の一郎が暴力にかけられた際は次郎と同じく号泣しながら彼を殴った。一郎が絶命した際「こんなことやったって、今まで誰も助からなかったじゃないか！」と絶叫して小屋を飛び出したが、脱走はしなかった。絶叫したことも指導部からは問題視されていない。
恵那検索（えな けんさく）
モデルは雪野建作。名前の由来は恵那山から。北関東での銃砲店襲撃作戦後、赤城らと行動を共にし札幌に潜伏。楽観的で明るく、奪取した銃をお祝いとしてお酒と一緒に置いたりもした。銃を党の中心に置くことを「あやまった物神化」と批判するが、後に赤城に説得され合意する。1971年8月、新宿で逮捕される。
栗駒信一郎（くりこま しんいちろう）
モデルは瀬木政児。名前の由来は奥羽山脈の栗駒山から。北関東での銃砲店襲撃作戦後、初めて赤城と会う。その後赤城らと共に札幌に潜伏。指名手配写真が似ておらず、買い物を頼まされることが多い。赤城とは仲が良いらしく、しばしばふざけ合う。白山とも親しいらしい。1971年8月、空木と五竜の処刑にかかわるが、空木の処刑後、組織をやめたいと言うようになる。数度の脱走未遂の末、明星と共に脱走、直後に名古屋で逮捕される。脱走後、彼の残したノートを見た赤城は、彼の革命運動に対する積極的な態度を「欺瞞だ」と批判した。
明星伸子（みょうじょう のぶこ）
モデルは松本志信。栗駒の彼女。栗駒が入軍して以来、二人の間の連絡はしばらく途絶えていたが、（空木処刑後の）栗駒と再会し、共に活動するか一緒に逃げようと言われ、共に活動することを選ぶ。「反米愛国路線はよくわからない」と話すが、すぐに変装としてパーマをかけるなど、活動には積極的。脱走しようとする栗駒を引き止めたこともあったが、最終的に栗駒と共に脱走する。
前岳（まえたけ）
名前の由来は赤石山脈の荒川岳の三つのピークのひとつ。機関誌編集を担当。赤城の古い友人。赤色軍の北と面識がある。白山とは結婚関係にあるが、赤色軍の鳥海とも恋愛関係になり、そのことを赤城に批判される。1971年7月、赤城との待ち合わせに現れず、山岳ベースでの不衛生な生活への不満もあり、脱走。
空木（うつぎ）［2］
モデルは早岐やす子。名前の由来は空木岳から。白山にアジトを提供していた。活動歴は短い。ノンポリの医者の彼氏がいるが、結婚の意志は無い。組織内での痴漢問題の解決を条件に入軍入山。五竜の脱走後、自分も山を降りたいと望むようになるが認められず、脱走未遂を起こす（その際も組織への配慮はしていた）。その後、交番調査中に脱走。バイト先で山に行っていたと話したり、半合法部のメンバーに山での生活の不満をぶつけたりしたことで赤城らの怒りを買い、1971年8月、処刑される。空木自身は合法部で活動を続けることを望んでいた。組織内で殺された最初の人物。
荒島（あらしま）
モデルは前澤虎義。名前の由来は福井県にある日本百名山のひとつ荒島岳から。半合法部の活動家。札幌から帰還した赤城・谷川らと都内を転々とする。平に好意を寄せており、性関係も持っているが結婚の意志は無い。そのような平との関係を赤城に批判されるが反発し、赤城と衝突する。脱走しようとした空木を連れ戻した際には、逃げる者を無理にとどめるのはナンセンスだとして赤城らに反発するが、空木・五竜の処刑が検討された際には、その後の二人の行動からこれに賛成した。
榛名ベースではメンバーの暴力に加担。その一方で東京に行き救対メンバーから資金を受け取った後、自宅に帰るなど迷いが見られる。自宅で弟が持っていた大江健三郎の小説の一節「よろしい。僕は地獄へ行かう」が目に入り、山岳ベースへ戻ることを決意した。神山の処刑に加担後、迦葉山ベースの建設に加わるが、苗場や白根、宮浦が次々と命を落とす地獄絵図に耐えられなくなり、榛名ベース解体翌日に一同がバス停でバスを待つ間に逃走した。
一湊（いちみなと）
名前の由来は屋久島の一湊岳から。半合法部の活動家。警察からはマークされていない模様。札幌から帰還した赤城・谷川らと都内を転々とするが、1971年5月、脱走。
高妻（たかつま）
モデルは杉崎ミサ子。名前の由来は高妻山から。半合法部の活動家。宮浦、白根とはY大の同級生。1971年6月、安達と結婚。
榛名ベースでは一人前の革命戦士になるため安達との離婚を宣言し、北から高く評価される。安達の処刑では必死の形相で彼の心臓にアイスピックを突き刺した。白神と共に、車を包囲されて立て籠もり、放尿するなどしたのち逮捕された。
五竜（ごりゅう）［3］
モデルは向山茂徳。名前の由来は五竜岳から。半合法部の活動家。仙丈とは高校の同級生。「いちテロリストとして闘いたい」と活動に加わり、入軍入山。また、白根との交際を始める。しかし、山を降りることを望むようになり、脱走。その後、公安と酒を飲んでスリルを味わっていることや、山のことをネタにした小説を書いていることを尋ねてきた白根に話すが、そのことが白根に五竜処刑の決意をさせることになる。1971年8月、処刑。空木に続いて組織内で殺された二番目の人物となる。
平藍子（たいら あいこ）
モデルは中村愛子。半合法部の活動家。1970年11月に府中アジトで逮捕される。その際に居合わせた白根を「関係ない人だ」と庇う。12月の暮れに榛名ベースに合流。赤城に気に入られているらしく、厳しく追及されることなく、他のメンバーと共に問題があるメンバーの殴打に加わっている。神山から求愛された時には照れくさそうにしていたが、彼が1月中旬に厳しく追及された際には殴打に加わっている。迦葉山ベースから榛名へ移動する際、谷川に託された苗場夫妻の赤ん坊を泣きながらあやしていたところを警官に保護された。
苗場（なえば） ［12］
モデルは山本順一。名前の由来は苗場山から。共闘戦線中京支部の活動家。名古屋での交番調査の車を提供。
1971年12月中旬に突然榛名ベースにやって来た。仕事を辞めて坊主頭になり、妻子も同伴している。1972年1月中旬に北が用事で高崎へ向かう際運転役を務めたが、車を故障させたことで北が用事を果たせなかったため総括を要求される。しかし「北さんの指摘は間違っている」と反論した。
安達の処刑後の全体集会で「スターリン主義がわかった。」と発言し、北から疑問視される。迦葉山ベース建設中に消極的な態度を取ったため谷川から「神山の処刑にどのように関わった？」と問われると「物理的に力を貸しただけ」と発言、一同から問題視される。翌日一日正座するよう命じられ「山にくるべきではなかった」と涙を流して悔やんだ。その晩、ベース建設メンバーから殴打され、逆エビに縛られる。北ら榛名に残っていたメンバーが迦葉山ベースに集結した際「ちくしょう！俺は気が違ったんだ！」と慟哭する。北の追及に対し舌を噛む素振りを示すなど抵抗の姿勢を最後まで崩さず、その晩死亡した。
苗場不二子
苗場の妻。嬰児を連れて苗場と共に入山した。夫に対する暴力総括の際には「今日一日何をしてた！」と一緒になって殴り夫に総括を求め、北の前で夫が舌を噛んで自殺しようとする場面では「総括してよ！」と泣き叫んだ。のち、子を置いて脱走した。
薬師（やくし） [6]
モデルは小嶋和子。名前の由来は北アルプスの薬師岳から。名古屋の半合法部の活動家。指名手配中の筑波八重子を一時匿っていたが、車の運転ができることから入軍入山。空木、五竜の処刑を嫌がるが、運転免許を持っているのが彼女だけだったため、実行メンバーに組み込まれた。栗駒に好意を寄せるも、明星が活動に加わったことによりその想いは破れる。その後、逆に活動に積極的になり、女性だけの実行部隊を結成したいと提言する。
榛名ベースではそれまでの活動の総括ができていないとして問題視された。さらに夜中に黒部とキスをしたことで、指導部から黒部と一緒にメンバーから殴られた。暴力制裁中に黒部は、薬師との肉体関係を告白した。その後の、活動参加以前の短大時代に強姦された話を告白した行為などの言動から、薬師もまた総括していないと捉えられ、小屋の外に縛り付けられる。1月1日に飢えと寒さに耐え切れず絶命した。
仙丈（せんじょう）
モデルは岩田平治。名前の由来は南アルプスの仙丈ヶ岳から。半合法部の活動家。五竜とは高校の同級生。白根の入軍入山の際、彼女の日記を預かる。
榛名ベースでは黒部への暴力に加担。「総括を勝ち取る決意がなければ彼を殴れなかった」と発言したことは北から「僕に似ている」と言われるほど高く評価された。しかし、薬師みどりを榛名ベースに連れて行く任務がうまくいかず、一緒にいた唐松に逃亡を宣言して立ち去った。
矢玉（やだま）
名前のみの登場。1971年6月初旬の拡大党会議への出席を拒否する。これが半合法部隊の反感を買い処刑を検討されるが、赤城の判断で回避された。伊吹と関係があった。
唐松（からまつ）
モデルは伊藤和子。名前の由来は北アルプスの唐松岳から。半合法部の活動家。
榛名ベースに合流しており、メンバーへの暴力には険しい顔をしながらも加担している。仙丈の離脱後、独りでベースに帰還した際の神山の不用意な一言が、彼への追及を強める決定打となった。最後の山越え逃走にも参加したが、立山や岩木・鳥海らと共に軽井沢駅で逮捕された。
穂高（ほだか）
モデルは京谷健司。名前の由来は北アルプスの穂高岳から。救対のリーダー格の活動家。山岳ベースをしばしば訪れる。空木と五竜の処刑後、半合法部隊に対しても強硬な態度を示すようになった非合法メンバーとは距離を置きつつある。
乃木（のぎ）
名前の由来は屋久島の乃木岳から。救対担当の活動家。
薬師みどり（やくし みどり）
薬師の妹で名古屋の高校生活動家。黒部次郎とは高校の学連で知り合い、のち肉体関係を持つ。一方で、府中是政のアジトにて黒部一郎とも肉体関係を持った。黒部兄弟らと共に山岳ベースに合流する。
その後、是政アジトにて黒部一郎と共に逮捕された。すぐに釈放されたが、榛名ベースには合流していない。
立山（たてやま）
モデルは寺林真喜江。名前の由来は富山県の立山から。名古屋の活動家。黒部兄弟、薬師みどりらと共に山岳ベースに合流。白根が赤城から批判を受けた際にははじめは穏やかにアドバイスを送っていたが、追及が強まると同調して態度を硬化した。霧島の薪集めの際も厳しい態度で岩木とともに彼の振る舞いを監視し、批判的に北に報告した。山越え後の軽井沢駅で切符を買う際、ひどく汚れた姿だったため駅員に怪しまれ、出発を待っていたところを警察隊に囲まれ、逮捕された。

### 赤色軍
新左翼党派の一つ（共産主義者同盟赤軍派に相当）。関西で大きな影響力を持ち、関西訛りで話すメンバーも多い。1969年秋から「大阪戦争」、「東京戦争」など先鋭的な闘争を主張するが、実態は不発であり、岩木の友人からは「言うことだけはデカイ」と言われている。その後1969年末の関東地方■■■峠での武装訓練中の大量逮捕、翌年3月のリーダー石鎚の逮捕、「国際根拠地論」による主力メンバーの国外脱出などで組織は混乱し「ほぼ壊滅」とすら言われている。内部でも方針を巡る中央と地方組織の対立が顕在化する中、革命者連盟の交番襲撃作戦を高く評価し、提携関係を模索、1971年初めには合法組織である「前衛連合」（赤軍派の大衆組織「革命戦線」に相当）が、革命者連盟の合法組織「共闘戦線」と初めての合同集会を開催。さらに同年2月からは「G（ギャング）作戦」と称する金融機関強盗により活動資金調達を行う。東大・京大レベルの頭の持ち主でないと入れてもらえないと言われており、革命者連盟の宮浦からは「エリート主義丸出し」と揶揄されている。メンバーへの懲罰として「禁煙禁酒」が存在し、岩木や革命者連盟メンバーからは不評を買っている。機関紙は『赤色』（『赤軍』に相当）。
岩木泰広（いわき やすひろ）
モデルは植垣康博。名前の由来は岩木山から。この物語のもう一人の中心人物。青森の■■大学（理学部）の全共闘学生活動家。静岡県出身。1969年夏、大学バリケードストライキと本部棟占拠に参加するが、参加学生は少なく方向性も定まらず、全共闘内ではストの自主解除まで検討される。そんな最中、■■大学を訪れた赤色軍の荒船（後述）にオルグされ赤色軍への参加を決意、■■大学を退却し上京する。しかし、赤色軍から指示らしい指示は与えられず、同年10月21日の国際反戦デーでは赤色軍と関係なく■■■■■■の部隊に参加し新宿での投石戦により検挙、以後1年あまりにわたって投獄される。1970年末にようやく保釈されたのち、ほどなくして上京し赤色軍での活動を再開する。潜伏先のアジトでは赤色軍の女性活動家4名と寝起きし、雑魚寝で悶々とした夜を過ごす。また収入も途絶え、貧乏生活を余儀なくされているが、半ばそのような生活を楽しんでいるように見える。共闘戦線（革命者連盟）との初めての合同集会で司会を担当。その後「組織再編」に伴って非合法部入りし、志賀の指揮する部隊の下でG作戦に従事しながら東日本各地を転々とするようになる。革命者連盟の非合法部隊に爆弾の製造方法を教えに行った際、宮浦と赤城に痴漢行為をして問題視される。新倉ベースでの合同軍事演習で白根と仲良くなり、寝ている彼女にキスをするなどしたがこの時点では咎められず、白根も気にする様子はなかった。
榛名ベース合流後は、白根と恋仲になる。北からは白根のことばかり気にしていて問題だと思われている。安達の処刑に積極的に関わり、新たな山岳ベース建設の中心人物として北からは信頼されつつあった。しかし恋仲である白根が縛られる事態となり、谷川から総括を要求されてしまう。翌日は自ら正座をしていたが、ベース建設に加わるよう促された。北らが合流した際、白根に新倉ベースでキスをしたことを咎められ、白根への殴打に無理矢理同意させられるが、白根は既に事切れていた。迦葉山ベースの放棄など目まぐるしく状況が変わるなか、妙義山を越えて山越えを決行することを提案。谷川から先導を頼まれた際には陽気に同意した。
靴底が剥がれ凍傷が悪化するなか山越えに成功するが、地図に記載されていなかった軽井沢レイクタウンに迷い込む。軽井沢駅から小諸までの脱出を試みたものの、身なりがひどく汚れていたために車内で警察隊の詰問を受ける。このとき行き先を適当に答えたことで怪しまれ、逃走や拳銃の奪取を試みるが失敗、逮捕された。
鳥海（とりうみ）
モデルは青砥幹夫。名前の由来は鳥海山から。岩木と同じ大学（医学部）の活動家。彼を赤色軍の荒船に紹介する。大学のバリケードストライキの件で逮捕・投獄されていたが、ほどなくして保釈され活動に復帰。組織のサブリーダーとなり、前衛連合を指導、「革命者連盟に続くのは赤色軍」と意気込む。1971年6月、■■公園で機動隊に爆弾を投げる。
榛名ベース合流後は北から度々注意を受けるものの、暴力を振るわれる事態には至っていない。神山が総括を要求され、彼の髪を切り優しく話しかけるがこのことを神山が「逃がしてくれると思った」と喋った際には激怒、彼を殴打しナイフで処刑に加わっている。しかし彼の埋葬の際には人目を忍んで合掌し、本心ではなかったかのような態度をとった。榛名ベースで留守役をした際、猟銃をこめかみに当て自殺を考えるが思い直した。医学部出身のため、宮浦の腹から赤子を取り出す計画を打ち明けられ、容態を確認した。宮浦の死後、赤子の様子を改めて確認したがすでに冷たくなっていたため、赤子の摘出は断念された。
その後は主に岩木と行動を共にし、軽井沢駅で岩木らとともに逮捕された。
月山 幸子（つきやま さちこ?）
モデルは玉振佐代子。名前の由来は月山から。都内のアジトで岩木と同居していた4女性のうちの一人。恋人と別れたばかりで、岩木に好意を持つ。アジトではガリ版切りと電話中継という地味な任務に従事し、倦怠感を抱いている。「組織再編」後に三里塚闘争（第一次強制代執行）に参加した後、G作戦従軍に旅立つ直前の岩木と肉体関係を持つ。その後、赤色軍の川崎アジトに他のメンバーといたところを警察に襲撃されるが、お湯を沸かしていたヤカンを投げつけ脱出。バンドホテルに潜伏していた岩木らと再び合流するが、程なく逮捕される。革命者連盟の平らは月山に憧れる様子を見せていた。
金峰（かなみね）
岩木と同居していた4女性のうちの一人。ビートルズの解散を知らず仲間に「遅れてる」とからかわれる。
アイコ
岩木と同居していた4女性のうちの一人で、アジト提供者。快活で姉御肌。組織の方針を「大衆路線の欠落した武装闘争」と批判していたためか「組織再編」と共に党派を除名され、岩木ら4人をアジトのアパートから追い出す。
太平（たいへい）
赤色軍合法部隊「前衛連合」副委員長。保釈中の岩木を半ば強引に故郷から連れ戻し、組織の裏方仕事にこき使う。他のメンバーからは「官僚的」と陰口を叩かれている。一方で自身も雑用をしたり料理をしたりするなど、家庭的な面もある。
荒船（あらふね）
モデルは梅内恒夫。ストライキ中の■■大学にオルグ活動にやってきた赤色軍の理論家。市街戦（ゲリラ闘争）を主張するも組織の中では次第に疎外されつつある。モデルとなった梅内同様行方不明となったことが紹介された。
普賢秀雄（ふげん ひでお）
モデルは高田英世。最初に革命者連盟との接触を図ってきた赤色軍からの使者。革命者連盟の交番襲撃作戦を高く評価し合同の会議を持つことを提案する。組織に極めて忠実で、札幌での革命者連盟との会合で酒がふるまわれようとした時も懲罰中で禁煙禁酒であるとして拒否し、革命者連盟側からつまらなそうに見られる。1971年6月、逮捕される。
志賀邦夫（しが くにお）
モデルは坂東國男。名前の由来は志賀山から。赤色軍の代表の一人として革命者連盟との合同会議に出席。弾圧を逃れるための変装として眉毛を剃っている。中央軍との連絡が途絶えがちな中、部隊を指揮してG作戦を実行する。
榛名ベース合流後は指導部に加わり、序列は4番目。メンバーへの厳しい追及にも冷徹に加わっている。北から赤色軍時代に彼の側近となって活動していたためかなり信頼されており、度々「志賀がいれば大丈夫」「やっぱり志賀は信頼できる。」と言われる。安達と日光方面の山岳調査に向かった際、「総括というものがよくわからない」と迷いを打ち明けられる。安達の総括要求時、彼の腕にナイフを突き刺して追及したことを北は高く評価した。迦葉山ベース建設中には、谷川とともに苗場を追及、殴打し、白根のことを気にかける岩木に厳しい態度をとるようになった。北と赤城が都内アジトに潜伏している最中には谷川とは対照的に霧島に厳しい態度をとった。
谷川らとともにあさま山荘に籠城した際には料理の腕を披露したほか菓子のつまみ食いを吾妻に見つかり抗議されたため、谷川に促されて自己批判した。狙撃で警察隊を負傷させたほか、強行突入の際には第二機動隊隊長石刈警視を狙撃、死亡させた。
北盛夫（きた もりお）
モデルは森恒夫。名前の由来は北岳から。「組織再編」により、赤色軍で獄外に残っている者のリーダー（中央軍議長）となる。かつて「中央派」（さらぎ徳二らの共産主義者同盟関東派に相当）との闘争から逃げ出したことに負い目を感じており、その分、活動には人一倍懸命である。1970年12月の最初の革命者連盟との合同会議において、革命者連盟からの銃器援助の要請をやんわりと断る（実は赤色軍は銃器を持っていなかった）。後、逆に革命者連盟から銃器を援助され、その際に赤城から自党派と共に中国に渡航することを勧められるが「むしろ共に日本で殲滅戦を戦うべきだ」と反論し、また「いずれ内通者や裏切り者を殺さなくてはならなくなるときが来る」と述べる。
榛名ベースにて赤色連盟の結成を宣言、最高幹部となる。黒部一郎と薬師の問題を追及し正座の強要や食事制限、遂には「総括を深化させるために同志を殴って気絶させる必要がある。気絶から意識が戻った時には革命戦士となり、共産主義についての理論を受け入れる」と独自の理論を展開し、総括＝暴力の基準を作った。安達を追及した際には、彼の行動が反革命と言わざるをえないとして死刑に処し、さらに死刑に動揺した神山を追及。彼が逃げようとしていたことを打ち明けると、同じく死刑を言い渡して殺害。その後は赤城に同調するかたちで白根と宮浦を追及。2人の総括が進んでいないと判断して柱に縛り付けた。迦葉山ベースでは霧島へ厳しい追及を課した後、カンパ集めのため東京アジトへ潜伏。そこで霧島の死を悲しそうに告げた谷川を問題視し、総括を要求。また自らの「共産主義化」の追求のため妻と離婚し、赤城と結婚することを決定した。警察の包囲網が迫る中、妙義ベースへと向かうが逃走済みのメンバーと合流できず、警官隊に包囲される。弱気な発言をしつつも、必死の形相で警官に襲いかかるが呆気なく逮捕された。
天城美江子（あまぎ みえこ）［8］
モデルは遠山美枝子。逮捕された政治局員、開聞（高原浩之に相当）の妻。前衛連合の全国代表者会議に出席し、中央組織が地方組織を軽視していることを激しく批判する。ロングヘアが印象的な美人。後に「山」に加わるが、指輪を嵌めているなどの態度を赤城を始めとする革命者連盟メンバーから激しく糾弾され、それに応じた他の赤色軍メンバーからも厳しく自己批判を求められる。
榛名ベース合流後、厳しい追及を受け「死にたくない」と涙を流して訴えた。薬師の遺体を埋めることで総括するよう求められるが、結局総括できていないと判断されてしまう。北に「総括を深化させるために、自分で自分の顔を殴れ」と命令され自己殴打し、束縛された。さらに、これまでの異性経歴を告白するよう強要された挙句「破廉恥だ」と罵られて殴打される。1月7日深夜に死亡。
蓼科（たてしな）
モデルは逆井隆樹。名前のみ登場。1971年2月、鳥海と共に前衛連合のサブリーダーになる。
舵折（かじおり）
モデルは松田久（第十二話以降）。赤色軍指導部の一人。いつも大きなサングラスをかけている。岩木と月山が肉体関係を持った翌朝、二人に次なる指示を出しに来る。その後も岩木に指示を出すが、1971年3月に逮捕される。モデルの松田久は志賀(坂東國男)と同様に国外逃亡を果たしているが、本作ではこれについての言及はない。
久住充（くすみ みつる？）
モデルは穂積満。岩木らと共に太平隊に加わり、愛知県での金融機関の調査を行う。後に岩木らと共に志賀隊に移る。車の運転ができ、1971年3月の仙台市近郊でのG作戦に運転手として参加する。1971年5月の■■■小学校襲撃にも参加するが、同月大阪の部隊に移ることになり、翌月逮捕される。
雨飾（あまかざり）
岩木らと共に太平隊に加わり、愛知県での金融機関の調査を行う。
高千穂三郎（たかちほ さぶろう）［5］
モデルは進藤隆三郎。無所属の立場で横浜の■町を拠点に活動していたが、赤色軍のオルグを受け岩木らと行動を共にする。北との掛け合いは、岩木達から『キッカイくん』（を始めとする永井豪作品スター・システムキャラクター）のポチとアルフォンヌに喩えられている。奔放な性格で、活動に積極的な岩木を茶化すこともあり、北に問題視されていた。
榛名ベース合流後、同じく問題視されていた天城や磐梯の中で最初に追及を受け「縛ってくれ。僕はその中で総括する」と誠意を見せたが受け入れられず、北の独断によって殴打が決定。腹部が緑色になるほど殴られ続けた。その後外に縛られるが、程なく安田講堂の籠城や九重との出会い、G作戦などの走馬灯を見ながら力尽きる。殴打の最中「革命戦士になるために、なんでこんなことが必要なんだ!!」と激しく抗議するが、同調する者はいなかった。
九重良子（ここのえ よしこ？）
モデルは持原好子。高千穂の引っかけてきた彼女。そのまま高千穂と共に岩木らと行動することになる。元芸者で人妻。左翼運動とは無関係だった人物で、月山からは不安視されている。岩木も当初は不安視していたが、間もなく楽観的に見るようになる。岩木らは九重を部隊から外し合法生活を送れるようにしようとするが、本人はそのことに不満に思っていた。
銀行襲撃の下調べでミスをしたために作戦から外され、次第に荒んだ様子を見せ始める。北はそのような九重（と高千穂？）の処刑を志賀に指示するが、志賀と岩木の判断で組織からの追放となる。高千穂への想いは強いようで、高千穂と共に組織についていこうとし、最後には高千穂と共に組織をやめようとしたが、結局かなわなかった。1月中旬、高崎で逮捕されたというニュースがラジオで流れ、これが赤色連盟のベース移動のきっかけとなった。
会津（あいづ）
仙台市近郊にアジトを設置しており、1971年3月に志賀隊と合流。その後志賀の命令で東京へ行く。
本富（もととみ）
名前のみ登場。1971年3月、逮捕される。北は本富と石割の逮捕と同時に指名手配される。
石割（いしわり）
モデルは新谷富男。名前のみ登場。1971年3月、本富と同時に逮捕される。
高平（たかひら）
W大の部隊に所属。マルクス経済学を行列式を使って書き直せないか考えている。
神山純（かみやま じゅん？）［11］
モデルは山崎順。高平と同じくW大の部隊に所属。合法の免許証を持っているため、岩木らと行動を共にすることになる。運転技術はかなり高く、横浜でのG作戦を大成功に導いた。一方で、8月に兵站部の女性と性関係を持ったことが問題視されており、本人もこれは総括すべき問題と認識している。
榛名ベースには岩木と同じく1月2日に合流。既に榛名ベースにいたメンバーが過酷な総括に立ち向かっているのを見て圧倒され、自分たちの総括が遅れていることを自覚する。北からはメンバーの指示を仰ぐことで総括を深めるよう言われている。革命者連盟が使用していた井川ベースの解体を平とともに担当。帰還後に彼女と結婚したいことを打ち明けた。
しかし、安達の死刑に動揺していたことを北から追及されると「安達の問題が自分と似ており殺されると思った」と発言してしまい、北やメンバーから大きく問題視される。翌日指導部メンバーからの追及の最中に唐松が帰還するが、同行していた仙丈がいないのを見て「逃げたな」とつぶやいてしまい、北に正座を命じられ見張りをつけられてしまう。指導部は彼に対し偽の死刑宣告をしたうえで総括を要求。このとき「死刑にされて当然です。」と言い涙を流したため、北からは「今までの7名のような死を拒否し、生きる道を選べ」と諭される。しかし縛られた後の態度が良くなかったという報告により再び問題視される。翌日谷川にアイスピックで足を刺されるなど厳しい追及が始まり、逃げようと思ったことや赤色連盟の情報を売って暮らそうとしていたことを半ば強制的に白状させられ、死刑に処された。
磐梯（ばんだい）［9］
モデルは行方正時。かつて東大闘争にかかわっていた。革命者連盟の非合法部隊との連絡役を務めている。山岳アジトの景観を気に入っているような発言をするなどのんびりした性格であり、北から自分の消極的な態度について総括をするよう言われる。
榛名ベース合流後は改めて総括が遅れていると判断される。「僕はどんなことをしてでも総括しなければならないと思っている」と鬼気迫る態度を見せたが、北からの追及に上手く答えられず、束縛される。その後の追及で逃げようと考えていたことを告白したため、肩と太ももを激しく殴打された。1月9日の深夜に死亡。死亡する数日前から「ジャンケン、ボン…」「総括するよう。許してくれよう」などと譫言を言っていたのを岩木が聞いている。
霧島（きりしま）［15］
モデルは山田孝。赤色軍の元最高幹部。しばらく活動から離れていたが、一兵卒からやり直すとして活動に加わる。子持ち。
榛名ベース合流後の指導部での序列は5番目。総括の援助として殴打することに疑問があったらしく、薬師が死亡した際に北に「死を突き付けても革命戦士にはなれない」と問題視するが、その後の北の持論に納得した態度を示した。黒部一郎や薬師らの遺体を別の場所に埋葬する時、人影を見たと誤認、不要な警戒心を示したことで安達から問題視され、後に追及の材料となってしまうことが示唆されている。
1月中旬は、主にカンパ集めのために出かけることが多くなる。妻を山に連れてくると意気込んでいたが北からは反対されるなど、僅かに考え方の違いが生まれつつあった。白神とともに高崎で車の修理に向かった際、銭湯に入ったことを迦葉山ベースで問題視され、北から厳しい追及を受け、CCを解任される。総括できる可能性は0.1％しかないと断ぜられたうえで薪拾いを命じられ、結局総括したとみなされず、殴打の末縛られた。しかし北と赤城が東京アジトへ向かった際、谷川に促される形で「銃を持って闘います！」と宣言したことで総括したとみなされ、四肢が凍傷で動かせない状態ながらも束縛をほどかれた。
ところが谷川不在時に、彼が総括したことを知らない岩木らメンバーによって再び縛られてしまう。次第に衰弱し「総括しろだって、ちくしょう！」という言葉を吐き捨てて絶命した。山岳ベース最後の死者。
キム
モデルは金廣志。天城の知り合い。オシャレをした天城に「もれなく私服もついて来るって評判」と揶揄される。
石鎚（いしづち）
塩見孝也に相当。赤色軍のリーダーで、1970年3月都内で逮捕。名前のみの登場。北からは信頼されており、赤色連盟結成の際も「石鎚には出獄後に総括してもらう。石鎚は総括できる男だ」と評されている。
十勝（とかち）
重信房子に相当。指導部の一人で、「国際根拠地論」に基づき日本国外へ脱出し、アラブへ向かう。名前のみの登場。天城の親友で自身が使っていたセーターを彼女に渡すが、天城が榛名ベースで縛られた際、セーターは赤城によって燃やされてしまった。

### その他
安田
モデルは安彦良和。岩木と同じ大学（文学部）の全共闘活動家で、文学部のキャップ。バリ封鎖の自主解除を主張し、全共闘指導部内で一定の支持を得るが、結局鳥海らの強硬論が通る。その後逮捕される。
櫛形（くしがた）
横浜■町の活動家。月山を通じて接触を求めてきた岩木に銃砲店襲撃作戦への協力を要請する。
大雪（たいせつ）
横浜■町の活動家。銃や爆弾に詳しい。赤色軍に好意的で、ダイナマイトの奪取を計画する。しかし、赤色軍の面倒見の悪さに腹を立て喧嘩別れになる。
美原（みはら）
月山の知人。岩木と月山の間の連絡の中継をする。
尾立（ひじ）
横浜■町の近くの■■■小学校で教え、未就学児童の教育活動も行っている先生。■町の活動家と親しく、赤色軍にも好意的。赤色軍の■■■小学校襲撃に加担（情報提供）する。
ジャーナリスト
ゲリラ闘争に関心と興味を持ち、赤城・谷川にカンパをする。革命者連盟が逮捕されずに活動していることに関心しつつも、狭さを感じると言う。
湯泊（ゆどまり）
革命者連盟に秘密を握られているらしく、「秘密をばらすぞ」と脅されるも、カンパに応じなかった。しかし、赤城らの必死の訴えでカンパを決心する。
大泉（おおいずみ）
モデルは大泉康雄。出版社の社員で、宮浦・吾妻の友人。同僚からは赤色軍だと思われている。11月下旬に友人の宮浦と会い、山岳ベースに合流することと吾妻の子を山で産むことを告げられた。最後に「私たちがやっていることは馬鹿げているのかしら」と問いかけられたが、それに対する返答はしなかった（モデルの大泉曰く、「この時なんと答えたかをどうしても思い出せない」とのこと）。
私服公安警官
外出する赤城にしつこく付き纏い、彼女を精神的に追い込む。
利根靖子（とね やすこ）
あさま山荘の管理人夫人で、赤色連盟の5人にあさま山荘で人質にされる。結婚5年目だが、子供はできない。人質として監禁されていた際に、母親からは「やっちゃーん」と呼びかけられていた。
品野康彦（しなの やすひこ）[16]
新潟市のスナック経営者。30歳。元バンドマンで、麻薬の逮捕歴あり。山荘付近をうろうろしていたため軽井沢警察署に連行されるも、留置所が職員の宿舎代わりに使われ満員で留置はされなかった。籠城4日目に人質の身代わりを申し出るも谷川博に撃たれ、1週間後に上田市の病院で死亡。
荒川（あらかわ）[17]
警部。特科隊の中隊長。1972年2月28日、あさま山荘へ突入を開始している中、中隊長として指揮をとっていたところ、頭部を銃撃されて42歳で死亡。
石刈（いしかり）[18]
警視。第二機動隊隊長。三本線のヘルメットは狙われるため普通のヘルメットをかぶった方が良いと言われるも、隊員たちの士気を考え三本線のヘルメットをかぶり続けていたところ、志賀邦夫に狙撃され眉間を貫通し47歳で死亡。

## 設定
- 登場人物たちに振られている番号は、亡くなる順番である[2]。その元ネタは、大人計画の演劇「カウントダウン」である[4]

## 書誌情報
- 山本直樹 『レッド』 講談社〈イブニングKCDX〉、全8巻
  1. 2007年9月21日発行 ISBN 978-4-06-372322-9
  2. 2008年7月23日発行 ISBN 978-4-06-375527-5
作者と、映画監督の押井守との対談が収録されている。
  3. 2009年6月23日発行 ISBN 978-4-06-375722-4
解説：紙屋高雪 「『レッド』前史 なぜ彼らは<革命>を信じられたのか?」
  4. 2010年6月23日発行 ISBN 978-4-06-375922-8
  5. 2011年2月23日発行 ISBN 978-4-06-376031-6
「作者・山本直樹と革命者連盟・恵那による架空対談」が収録されている（モデルとなった人物との間で実際に行われた対談に基づくものと思われ、「イメージ画像」という名目で2人の収まった写真も掲載）。
  6. 2012年2月23日発行 ISBN 978-4-06-376174-0
「作者・山本直樹と赤色軍・キムによる架空対談」が収録されている。
  7. 2013年3月22日発行 ISBN 978-4-06-376783-4
「作者・山本直樹と大泉ヤスによる架空対談」が収録されている。
  8. 2014年2月21日発行 ISBN 978-4-06-376944-9
- 山本直樹 『レッド 最後の60日 そしてあさま山荘へ』 講談社〈イブニングKCDX〉、全4巻
  1. 2015年2月23日発行 ISBN 978-4-06-377088-9
  2. 2015年8月21日発行 ISBN 978-4-06-377299-9
  3. 2016年2月23日発行 ISBN 978-4-06-377427-6
  4. 2017年2月23日発行 ISBN 978-4-06-377489-4
- 山本直樹 『レッド 最終章 あさま山荘の10日間』 講談社〈イブニングKCDX〉、全1巻
  1. 2018年8月23日発行 ISBN 978-4-06-512411-6

- 山本直樹 『定本 レッド 1969 - 1972』太田出版、全4巻
  1. 2022年11月29日発行 ISBN 978-4-7783-2317-2
  2. 2022年12月27日発行 ISBN 978-4-7783-2318-9
  3. 2023年1月27日発行 ISBN 978-4-7783-2321-9
  4. 2023年2月28日発行 ISBN 978-4-7783-2322-6